# Bouvante
Bouvante là một xã thuộc tỉnh Drôme trong vùng Auvergne-Rhône-Alpes đông nam nước Pháp. Xã Bouvante nằm ở khu vực có độ cao trung bình 585 mét trên mực nước biển.